# Skarb Szkarłatnego Rackhama
Skarb Szkarłatnego Rackhama (fr. Le Trésor de Rackham le Rouge) to album komiksowy wydany w serii Tintin, autorstwa Hergé.

## Treść
W Tajemnicy jednorożca, Tintin i kapitan Baryłka odnaleźli lokalizację Jednorożca, statku, który został wysadzony przez przodka kapitana, kawalera Franciszka de Barilca, w 1676 roku. Po zniszczeniu okrętu, kawaler de Barilca udał się na pobliską wyspę. Tintin i kapitan sądzą, że skarb znajduje się w zatopionym wraku.
Tintin i kapitan wynajmują Syriusza, statek pod dowództwem Baryłki, aby znaleźć skarb. Gdy załoga przygotowuje się do wyprawy, prasa dowiaduje się o tym i nagłaśnia sprawę, a do Tintina i Baryłki przychodzą ludzie, którzy twierdzą, iż są potomkami Szkarłatnego Rackhama i domagają się oni skarbu. Szybko przepędza ich kapitan Baryłka, który mówi im, że jest potomkiem człowieka, który zabił Szkarłatnego Rackhama.
Kolejnym gościem jest profesor Tryfon Lakmus, dziwaczny i głuchy wynalazca, który zbudował łódź podwodną o kształcie rekina, która może pomóc w znalezieniu skarbu. Poszukiwacze skarbu odsyłają go z kwitkiem i wyruszają w podróż.
Zanim Tintin i Baryłka opuszczają port, Tajniak i Jawniak informują ich o tym, że dostali rozkaz ochrony ich przed Maksymem Ptaszkiem, który uciekł z więzienia (mimo to, nie jest on więcej wspominany w komiksie). Krótko po wypłynięciu, Tintin i Baryłka odkrywają, że Lakmus dostał się na pokład (mieszka on w szalupie na poduszce i pod kołdrą, które ukradł jednemu z detektywów, o co oni później się kłócą; a je herbatniki, które zabrał z kuchni, o co kucharz oskarżył Milusia). Profesor załadował swoją rozłożoną na części łódź podwodną do skrzyń, w których znajdowała się whisky kapitana. Pomimo tego, że wściekły kapitan grozi profesorowi wyrzuceniem za burtę, Lakmus kontynuuje podróż na statku.
Mimo że w książce nigdy o tym nie powiedziano, wskazówki z pergaminów wskazują na wyspę w archipelagu Karaibów, na północ od Hispanioli. Mimo to, Tintin i Baryłka nie znajdują nic w miejscu określonym przez współrzędne (20°37′42″N 70°52′15″W), ale Tintin zakłada, że kawaler Franciszek de Barilca użył w obliczeniach południka paryskiego, a nie Greenwich (co zmienia współrzędne na 20°37′42″N 68°32′01″W). Pewna swego załoga, dociera do nieznanej wyspy, gdzie, według Tintina i jego przyjaciół, znajduje się skarb. Gdy dobijają do brzegu i wychodzą na ląd, kapitan potyka się o kawałek drewna wystający z ziemi, który okazuje się pozostałością po łódce, w której na wyspę dopłynął kawaler de Barilca. Gdy penetrują serce wyspy, znajdują wiele szkieletów, które według Tintina są szczątkami pierwotnie zamieszkujących wyspę kanibali. Odnajdują też fetysz przedstawiający kawalera de Barilca oraz papugi, które wyzywają się wyzwiskami, których używał de Barilca.
Łódź podwodna Lakmusa okazuje się przydatna w poszukiwaniu zatopionego Jednorożca, ale przeszukiwanie wraku jest przeprowadzane w skafandrze nurka. Tajniak i Jawniak postanawiają pomóc w poszukiwaniu skarbu, bo mają dość pompowania powietrza do skafandra. Po wielu komplikacjach (np. ataku rekina), Tintin i kapitan znajdują złoty krzyż, skrzynię ze starymi dokumentami, jednorożca, który znajdował się na przedzie statku oraz, ku uciesze kapitana, ogromne zasoby jamajskiego rumu.
Mimo że wyprawa nie jest owocna, załoga dostrzega na wyspie wielki drewniany krzyż i Tintin uważa, iż jest to „krzyż Orła”, pod którym znajdować się ma skarb. Na krzyżu, Tintin dostrzega kreski, które były kalendarzem, jaki sporządził kawaler de Barilca. Potem zaczynają kopać, ale nic nie znajdują i Tintin dochodzi do wniosku, iż poszli fałszywym tropem, bo kawaler de Barilca nie zostawiłby skarbu na wyspie, na którą nie miał zamiaru powrócić. Załoga powraca na pokład Syriusza.
Czas ucieka. Mimo kolejnych zejść pod wodę, załodze nie udaje znaleźć się skarbu i rozczarowani wracają do domu. Podczas wysiadania, kapitan zostaje zaczepiony przez dziennikarza. Za to, że prasa napisała o ich wyprawie, Baryłka odsyła go do „sekretarza, pana Lakmusa”, którego dziennikarz próbuje wypytać o szczegóły wyprawy.
W domu, Lakmus odczytuje pergaminy. Wynika z nich, iż kapitan Baryłka jest dziedzicem zamku Księżymłyn. Tintin mówi kapitanowi, iż ten musi kupić zamek, który został wystawiony na aukcję, ale kapitan odmawia, bo nie ma już pieniędzy po wyprawie. Jednak, Lakmus, który otrzymał od rządu pieniądze za łódź podwodną, oferuje, iż kupi kapitanowi zamek, za to, że ten pozwolił na przetestowanie łodzi w trakcie wyprawy.
Po kupieniu zamku, Tintin i kapitan zwiedzają jego piwnice. Pomiędzy antykami, które mieli sprzedać bracia Ptaszkowie, znajdują posąg św. Jana i Tintin przypomina sobie, że był on nazywany „Orłem z Patmos” i często jest przedstawiany z orłem u stóp.
Pod posągiem znajduje się globus, i Tintin znajduje wyspę, do której dopłynęli. Przez przypadek odkrywa, że wyspa jest guzikiem, który otwiera globus. Skarb był ukryty w środku globusa, który znajdował się pod krzyżem, który trzymał św. Jan.